# Alchemilla fageti
Alchemilla fageti é uma espécie de rosácea do gênero Alchemilla, pertencente à família Rosaceae.